# Phyllosticta paviae
Espèce
Phyllosticta paviae est une espèce de champignons ascomycètes de la famille des Botryosphaeriaceae. Ce champignon parasite provoque la maladie des taches brunes sur les feuilles des arbres du genre Aesculus (marronniers, paviers).

## Synonymes
Selon Catalogue of Life (19 septembre 2014) : 	
- Asteromella aesculicola (Sacc.) Petr. 1957,
- Botryosphaeria aesculi (Peck) M.E. Barr 1972,
- Guignardia aesculi (Peck) V.B. Stewart 1916,
- Laestadia aesculi Peck 1887,
- Leptodothiorella aesculicola (Sacc.) Sivan. 1984,
- Macrophoma sphaeropsidea (Ellis & Everh.) Tassi 1902,
- Phyllosticta aesculicola Sacc. 1878,
- Phyllosticta sphaeropsoidea Ellis & Everh. 1883,
- Phyllostictina sphaeropsoidea (Ellis & Everh.) Petr. 1957.